# Андербул
Андербул (англ. Underbool) — містечко на трасі державного значення Маллі між містом Оуйєн та кордоном Південної Австралії. Містечко розташовано за 13 км на захід від Торріти та за 11 км на схід від Лінги. За даними перепису населення 2006 року населення містечка становить 217 чоловік.
Поштове відділення у містечку було відкрито 15 липня 1812 року. 
Для туристів тут проводять екскурсії на Рожеві озера в національному парку Муррей-Сансет.
Також у містечку є відомий гольф-клуб Монаш-Авеню. 